# Grand Prix Hiszpanii 2013

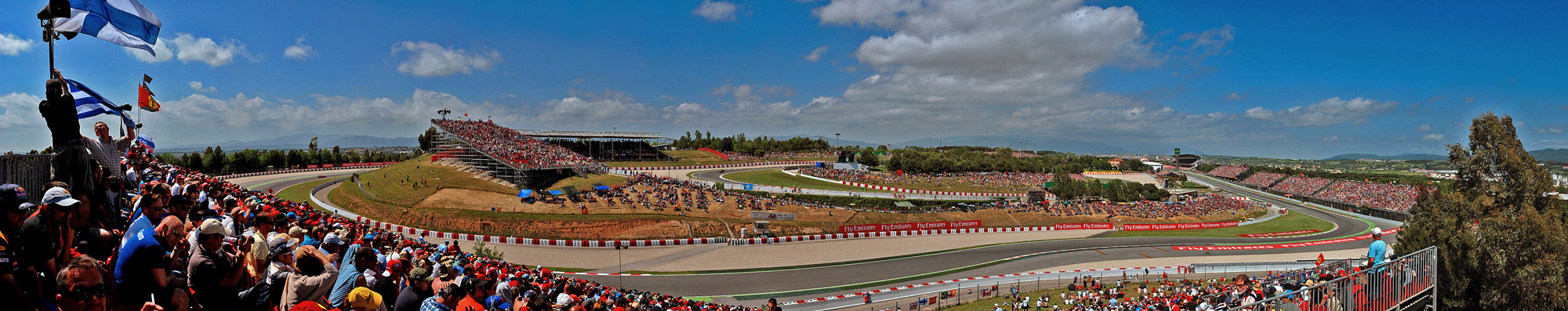
Circuit de Catalunya podczas Grand Prix Hiszpanii 2013

Grand Prix Hiszpanii 2013 (oficjalnie Formula 1 Gran Premio de España 2013) – piąta runda Mistrzostw Świata Formuły 1 w sezonie 2013.

## Lista startowa
Na niebieskim tle kierowcy biorący udział jedynie w piątkowych treningach
| Nr | Kierowca            | Zespół                        | Samochód          | Silnik               | Opony |
| -- | ------------------- | ----------------------------- | ----------------- | -------------------- | ----- |
| 1  | Sebastian Vettel    | Infiniti Red Bull Racing      | Red Bull RB9      | Renault RS27-2013    | P     |
| 2  | Mark Webber         | Infiniti Red Bull Racing      | Red Bull RB9      | Renault RS27-2013    | P     |
| 3  | Fernando Alonso     | Scuderia Ferrari              | Ferrari F138      | Ferrari 056          | P     |
| 4  | Felipe Massa        | Scuderia Ferrari              | Ferrari F138      | Ferrari 056          | P     |
| 5  | Jenson Button       | Vodafone McLaren Mercedes     | McLaren MP4-28    | Mercedes-Benz FO108F | P     |
| 6  | Sergio Pérez        | Vodafone McLaren Mercedes     | McLaren MP4-28    | Mercedes-Benz FO108F | P     |
| 7  | Kimi Räikkönen      | Lotus F1 Team                 | Lotus E21         | Renault RS27-2013    | P     |
| 8  | Romain Grosjean     | Lotus F1 Team                 | Lotus E21         | Renault RS27-2013    | P     |
| 9  | Nico Rosberg        | Mercedes AMG Petronas F1 Team | Mercedes F1 W04   | Mercedes-Benz FO108F | P     |
| 10 | Lewis Hamilton      | Mercedes AMG Petronas F1 Team | Mercedes F1 W04   | Mercedes-Benz FO108F | P     |
| 11 | Nico Hülkenberg     | Sauber F1 Team                | Sauber C32        | Ferrari 056          | P     |
| 12 | Esteban Gutiérrez   | Sauber F1 Team                | Sauber C32        | Ferrari 056          | P     |
| 14 | Paul di Resta       | Sahara Force India F1 Team    | Force India VJM06 | Mercedes-Benz FO108F | P     |
| 15 | Adrian Sutil        | Sahara Force India F1 Team    | Force India VJM06 | Mercedes-Benz FO108F | P     |
| 16 | Pastor Maldonado    | Williams F1 Team              | Williams FW35     | Renault RS27-2013    | P     |
| 17 | Valtteri Bottas     | Williams F1 Team              | Williams FW35     | Renault RS27-2013    | P     |
| 18 | Jean-Éric Vergne    | Scuderia Toro Rosso           | Toro Rosso STR8   | Ferrari 056          | P     |
| 19 | Daniel Ricciardo    | Scuderia Toro Rosso           | Toro Rosso STR8   | Ferrari 056          | P     |
| 20 | Charles Pic         | Caterham F1 Team              | Caterham CT03     | Renault RS27-2013    | P     |
| 20 | Heikki Kovalainen   | Caterham F1 Team              | Caterham CT03     | Renault RS27-2013    | P     |
| 21 | Giedo van der Garde | Caterham F1 Team              | Caterham CT03     | Renault RS27-2013    | P     |
| 22 | Jules Bianchi       | Marussia F1 Team              | Marussia MR02     | Cosworth CA2013      | P     |
| 23 | Max Chilton         | Marussia F1 Team              | Marussia MR02     | Cosworth CA2013      | P     |
| 23 | Rodolfo González    | Caterham F1 Team              | Marussia MR02     | Cosworth CA2013      | P     |
| Nr | Kierowca            | Zespół                        | Samochód          | Silnik               | Opony |

## Wyniki

### Sesje treningowe
Źródło: Wyprzedź Mnie!
| Sesja | Nr | Kierowca         | Konstruktor      | Czas     | Okr. |
| ----- | -- | ---------------- | ---------------- | -------- | ---- |
| 1     | 3  | Fernando Alonso  | Ferrari          | 1:25,252 | 20   |
| 2     | 1  | Sebastian Vettel | Red Bull-Renault | 1:22,808 | 34   |
| 3     | 4  | Felipe Massa     | Ferrari          | 1:21,901 | 13   |

### Kwalifikacje
Źródło: Wyprzedź Mnie!
| Poz. | Nr | Kierowca            | Konstruktor          | Q1       | Q2       | Q3       | Poz. s. |
| ---- | -- | ------------------- | -------------------- | -------- | -------- | -------- | ------- |
| 1    | 9  | Nico Rosberg        | Mercedes             | 1:21,913 | 1:21,776 | 1:20,718 | 1       |
| 2    | 10 | Lewis Hamilton      | Mercedes             | 1:21,728 | 1:21,001 | 1:20,972 | 2       |
| 3    | 1  | Sebastian Vettel    | Red Bull-Renault     | 1:22,158 | 1:21,602 | 1:21,054 | 3       |
| 4    | 7  | Kimi Räikkönen      | Lotus-Renault        | 1:22,210 | 1:21,676 | 1:21,177 | 4       |
| 5    | 3  | Fernando Alonso     | Ferrari              | 1:22,264 | 1:21,646 | 1:21,218 | 5       |
| 6    | 4  | Felipe Massa        | Ferrari              | 1:22,492 | 1:21,978 | 1:21,219 | 9       |
| 7    | 8  | Romain Grosjean     | Lotus-Renault        | 1:22,613 | 1:21,998 | 1:21,308 | 6       |
| 8    | 2  | Mark Webber         | Red Bull-Renault     | 1:22,342 | 1:21,718 | 1:21,570 | 7       |
| 9    | 6  | Sergio Pérez        | McLaren-Mercedes     | 1:23,116 | 1:21,790 | 1:22,069 | 8       |
| 10   | 14 | Paul di Resta       | Force India-Mercedes | 1:22,663 | 1:22,019 | 1:22,233 | 10      |
| 11   | 19 | Daniel Ricciardo    | Toro Rosso-Ferrari   | 1:22,905 | 1:22,127 | –        | 11      |
| 12   | 18 | Jean-Éric Vergne    | Toro Rosso-Ferrari   | 1:22,775 | 1:22,166 | –        | 12      |
| 13   | 15 | Adrian Sutil        | Force India-Mercedes | 1:22,952 | 1:22,346 | –        | 13      |
| 14   | 5  | Jenson Button       | McLaren-Mercedes     | 1:23,166 | 1:22,355 | –        | 14      |
| 15   | 11 | Nico Hülkenberg     | Sauber-Ferrari       | 1:23,058 | 1:22,389 | –        | 15      |
| 16   | 12 | Esteban Gutiérrez   | Sauber-Ferrari       | 1:23,218 | 1:22,793 | –        | 19      |
| 17   | 17 | Valtteri Bottas     | Williams-Renault     | 1:23,260 | –        | –        | 16      |
| 18   | 16 | Pastor Maldonado    | Williams-Renault     | 1:23,318 | –        | –        | 17      |
| 19   | 21 | Giedo van der Garde | Caterham-Renault     | 1:24,661 | –        | –        | 18      |
| 20   | 22 | Jules Bianchi       | Marussia-Cosworth    | 1:24,713 | –        | –        | 20      |
| 21   | 23 | Max Chilton         | Marussia-Cosworth    | 1:24,996 | –        | –        | 21      |
| 22   | 20 | Charles Pic         | Caterham-Renault     | 1:25,070 | –        | –        | 22      |

### Wyścig
Źródło: Wyprzedź Mnie!
| P                 | + / –     | Nr | Kierowca            | Konstruktor          | Okr. | Czas / Strata               | Komentarz |
| ----------------- | --------- | -- | ------------------- | -------------------- | ---- | --------------------------- | --------- |
| 1                 | 4         | 3  | Fernando Alonso     | Ferrari              | 66   | 1h39m16,596                 |           |
| 2                 | 2         | 7  | Kimi Räikkönen      | Lotus-Renault        | 66   | +0:09,338                   |           |
| 3                 | 6         | 4  | Felipe Massa        | Ferrari              | 66   | +0:26,049                   |           |
| 4                 | 1         | 1  | Sebastian Vettel    | Red Bull-Renault     | 66   | +0:38,273                   |           |
| 5                 | 2         | 2  | Mark Webber         | Red Bull-Renault     | 66   | +0:47,963                   |           |
| 6                 | 5         | 9  | Nico Rosberg        | Mercedes             | 66   | +1:08,020                   |           |
| 7                 | 3         | 14 | Paul di Resta       | Force India-Mercedes | 66   | +1:08,988                   |           |
| 8                 | 6         | 5  | Jenson Button       | McLaren-Mercedes     | 66   | +1:19,506                   |           |
| 9                 | 1         | 6  | Sergio Pérez        | McLaren-Mercedes     | 66   | +1:21,738                   |           |
| 10                | Awans     | 19 | Daniel Ricciardo    | Toro Rosso-Ferrari   | 65   | +1 okr.                     |           |
| 11                | 8         | 12 | Esteban Gutiérrez   | Sauber-Ferrari       | 65   | +1 okr.                     |           |
| 12                | 10        | 10 | Lewis Hamilton      | Mercedes             | 65   | +1 okr.                     |           |
| 13                | Bez zmian | 15 | Adrian Sutil        | Force India-Mercedes | 65   | +1 okr.                     |           |
| 14                | 3         | 16 | Pastor Maldonado    | Williams-Renault     | 65   | +1 okr.                     | [ a ]     |
| 15                | Bez zmian | 11 | Nico Hülkenberg     | Sauber-Ferrari       | 65   | +1 okr.                     | [ b ]     |
| 16                | Bez zmian | 17 | Valtteri Bottas     | Williams-Renault     | 65   | +1 okr.                     |           |
| 17                | 5         | 20 | Charles Pic         | Caterham-Renault     | 65   | +1 okr.                     |           |
| 18                | 2         | 22 | Jules Bianchi       | Marussia-Cosworth    | 64   | +2 okr.                     |           |
| 19                | 2         | 23 | Max Chilton         | Marussia-Cosworth    | 64   | +2 okr.                     |           |
| Niesklasyfikowani |           |    |                     |                      |      |                             |           |
|                   |           | 18 | Jean-Éric Vergne    | Toro Rosso-Ferrari   | 52   | uszkodzenia z wypadku       |           |
|                   |           | 21 | Giedo van der Garde | Caterham-Renault     | 26   | uszkodzenia po utracie koła |           |
|                   |           | 8  | Romain Grosjean     | Lotus-Renault        | 8    | zawieszenie                 |           |
| P                 | + / –     | Nr | Kierowca            | Konstruktor          | Okr. | Czas / Strata               | Komentarz |

### Najszybsze okrążenie
Źródło: Wyprzedź Mnie!
| Nr | Kierowca          | Konstruktor | Czas     | Okr. |
| -- | ----------------- | ----------- | -------- | ---- |
| 12 | Esteban Gutiérrez | Sauber      | 1:26,217 | 56   |

## Prowadzenie w wyścigu
| Nr                              | Kierowca          | Okrążenia           | Suma |
| ------------------------------- | ----------------- | ------------------- | ---- |
| 3                               | Fernando Alonso   | 13-21, 26-36, 39-66 | 46   |
| 9                               | Nico Rosberg      | 1-10                | 10   |
| 7                               | Kimi Räikkönen    | 24-26, 36-39        | 5    |
| 1                               | Sebastian Vettel  | 21-24               | 3    |
| 12                              | Esteban Gutiérrez | 10-13               | 3    |
| \| Wykres \| \| ------ \| \| \| |                   |                     |      |
| Wykres                          |                   |                     |      |
|                                 |                   |                     |      |

## Klasyfikacja po wyścigu

### Kierowcy
| P  | +/− | Kierowca            | Starty | Punkty | P1 | P2 | P3 | PP | NO | NS |
| -- | --- | ------------------- | ------ | ------ | -- | -- | -- | -- | -- | -- |
| 1  | 0   | Sebastian Vettel    | 5      | 89     | 2  | –  | 1  | 2  | 2  | –  |
| 2  | 0   | Kimi Räikkönen      | 5      | 85     | 1  | 3  | –  | –  | 1  | –  |
| 3  | +1  | Fernando Alonso     | 5      | 72     | 2  | 1  | –  | –  | –  | 1  |
| 4  | −1  | Lewis Hamilton      | 5      | 50     | –  | –  | 2  | 1  | –  | –  |
| 5  | +1  | Felipe Massa        | 5      | 45     | –  | –  | 1  | –  | –  | –  |
| 6  | −1  | Mark Webber         | 5      | 42     | –  | 1  | –  | –  | –  | 1  |
| 7  | 0   | Romain Grosjean     | 5      | 26     | –  | –  | 1  | –  | –  | 1  |
| 8  | 0   | Paul di Resta       | 5      | 26     | –  | –  | –  | –  | –  | 1  |
| 9  | 0   | Nico Rosberg        | 5      | 22     | –  | –  | –  | 2  | –  | 2  |
| 10 | 0   | Jenson Button       | 5      | 17     | –  | –  | –  | –  | –  | –  |
| 11 | 0   | Sergio Pérez        | 5      | 12     | –  | –  | –  | –  | 1  | –  |
| 12 | 0   | Daniel Ricciardo    | 5      | 7      | –  | –  | –  | –  | –  | 1  |
| 13 | 0   | Adrian Sutil        | 5      | 6      | –  | –  | –  | –  | –  | 2  |
| 14 | 0   | Nico Hülkenberg     | 4      | 5      | –  | –  | –  | –  | –  | –  |
| 15 | 0   | Jean-Éric Vergne    | 5      | 1      | –  | –  | –  | –  | –  | 2  |
| 16 | +2  | Esteban Gutiérrez   | 5      | 0      | –  | –  | –  | –  | 1  | 1  |
| 17 | −1  | Valtteri Bottas     | 5      | 0      | –  | –  | –  | –  | –  | –  |
| 18 | −1  | Pastor Maldonado    | 5      | 0      | –  | –  | –  | –  | –  | 2  |
| 19 | 0   | Jules Bianchi       | 5      | 0      | –  | –  | –  | –  | –  | –  |
| 20 | 0   | Charles Pic         | 5      | 0      | –  | –  | –  | –  | –  | –  |
| 21 | 0   | Giedo van der Garde | 5      | 0      | –  | –  | –  | –  | –  | –  |
| 22 | 0   | Max Chilton         | 5      | 0      | –  | –  | –  | –  | –  | –  |
| P  | +/− | Kierowca            | Starty | Punkty | P1 | P2 | P3 | PP | NO | NS |

### Konstruktorzy
| P  | +/− | Konstruktor          | Starty | Punkty | P1 | P2 | P3 | PP | NO | NS |
| -- | --- | -------------------- | ------ | ------ | -- | -- | -- | -- | -- | -- |
| 1  | 0   | Red Bull-Renault     | 10     | 131    | 2  | 1  | 1  | 2  | 2  | 1  |
| 2  | +1  | Ferrari              | 10     | 117    | 2  | 1  | 1  | –  | –  | 1  |
| 3  | −1  | Lotus-Renault        | 10     | 111    | 1  | 3  | 1  | –  | 1  | 1  |
| 4  | 0   | Mercedes             | 10     | 72     | –  | –  | 2  | 3  | –  | 1  |
| 5  | 0   | Force India-Mercedes | 10     | 32     | –  | –  | –  | –  | –  | 3  |
| 6  | 0   | McLaren-Mercedes     | 10     | 29     | –  | –  | –  | –  | 1  | –  |
| 7  | 0   | Toro Rosso-Ferrari   | 10     | 8      | –  | –  | –  | –  | –  | 3  |
| 8  | 0   | Sauber-Ferrari       | 9      | 5      | –  | –  | –  | –  | 1  | 1  |
| 9  | 0   | Williams-Renault     | 10     | 0      | –  | –  | –  | –  | –  | 2  |
| 10 | 0   | Marussia-Cosworth    | 10     | 0      | –  | –  | –  | –  | –  | –  |
| 11 | 0   | Caterham-Renault     | 10     | 0      | –  | –  | –  | –  | –  | 1  |
| P  | +/− | Konstruktor          | Starty | Punkty | P1 | P2 | P3 | PP | NO | NS |